# アカアシコガモ

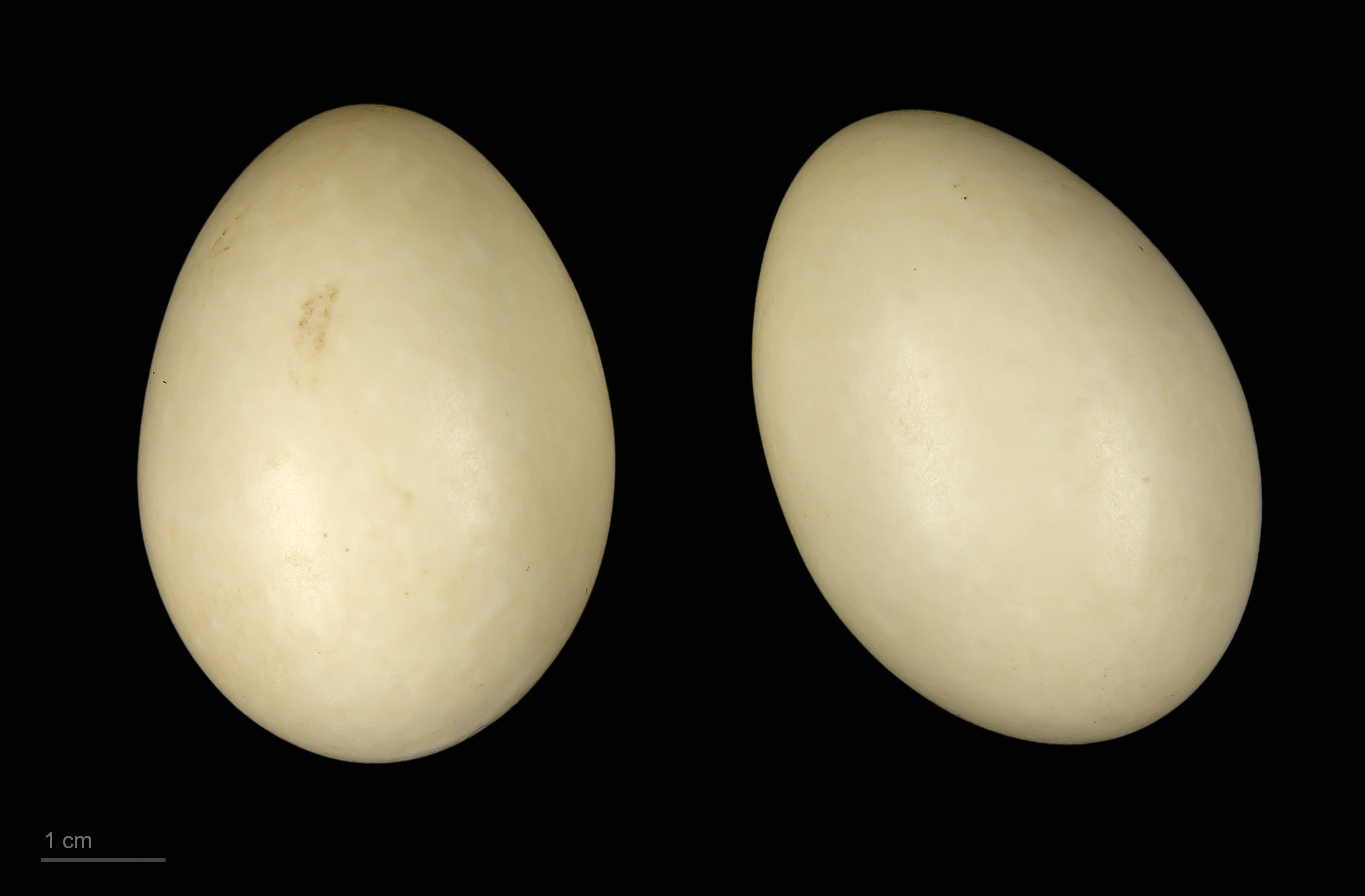
Amazonetta brasiliensis

アカアシコガモ (赤足小鴨、学名：Amazonetta brasiliensis)は、カモ科に分類される鳥類の一種。本種のみでアカアシコガモ属を形成する。

## 形態
羽毛は薄茶色。雄は足と嘴が赤く、頭と首の側面は薄灰色である。雌の足の色は雄よりもくすんでいる。

## 生態
アカアシコガモはペアあるいは最大20羽程度の小さな群れで生活する。雄雌とも雛の世話をする習性がある。成鳥は種子、果実、根、昆虫を食べるが、幼鳥は昆虫のみを食べる。

## 分布
ウルグアイ、アルゼンチン北部、ベネズエラ、ブラジル北部と東部など、南アメリカ東部に広く分布する。内陸部の、植生がよく茂った水辺を好む。